# تپه گورستان دیلزه
تپه قبرستان دیلزه مربوط به هزاره ۵ قبل از میلاد است و در شهرستان پیرانشهر، بخش مرکزی، دهستان پیران، روستای دیلزه واقع شده و این اثر در تاریخ ۲۵ آبان ۱۳۸۷ با شمارهٔ ثبت ۲۳۵۲۴ به‌عنوان یکی از آثار ملی ایران به ثبت رسیده است.